# جيمس فيليبس ويلسون
جيمس فيليبس ويلسون (بالإنجليزية: James Phillips Wilson)‏ هو نقابي وسياسي أسترالي وبريطاني (وحمل سابقاً جنسية المملكة المتحدة لبريطانيا العظمى وأيرلندا)، ولد في 5 أكتوبر 1853، وتوفي في 6 يوليو 1925 في أستراليا. حزبياً، نشط في حزب العمال الأسترالي (فرع جنوب أستراليا) ‏ ( – سبتمبر 1915). وقد انتخب عضو مجلس جنوب أستراليا التشريعي عن دائرة Central District No. 1 (South Australian Legislative Council) ‏ وقد انضم خلال فترته النيابية  (3 نوفمبر 1906 – 5 أبريل 1918) للكتلة البرلمانية حزب العمال الأسترالي (فرع جنوب أستراليا) ‏.